# Calamia tridens
The Burren Green (Calamia tridens) là một loài bướm đêm thuộc họ Noctuidae. Loài này có ở châu Âu.

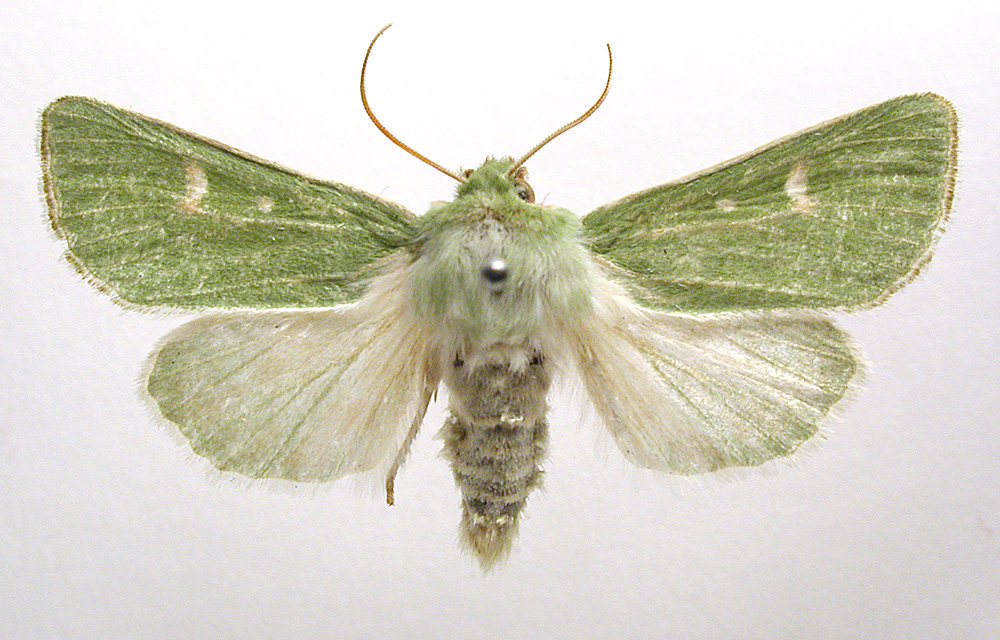
Mounted

Sải cánh dài 37–42 mm. Chiều dài cánh trước là 17–18 mm. Con trưởng thành bay làm một đợt from cuối tháng 6 đến tháng 9.
Ấu trùng ăn nhiều loài cỏ khác nhau.

## Hình ảnh

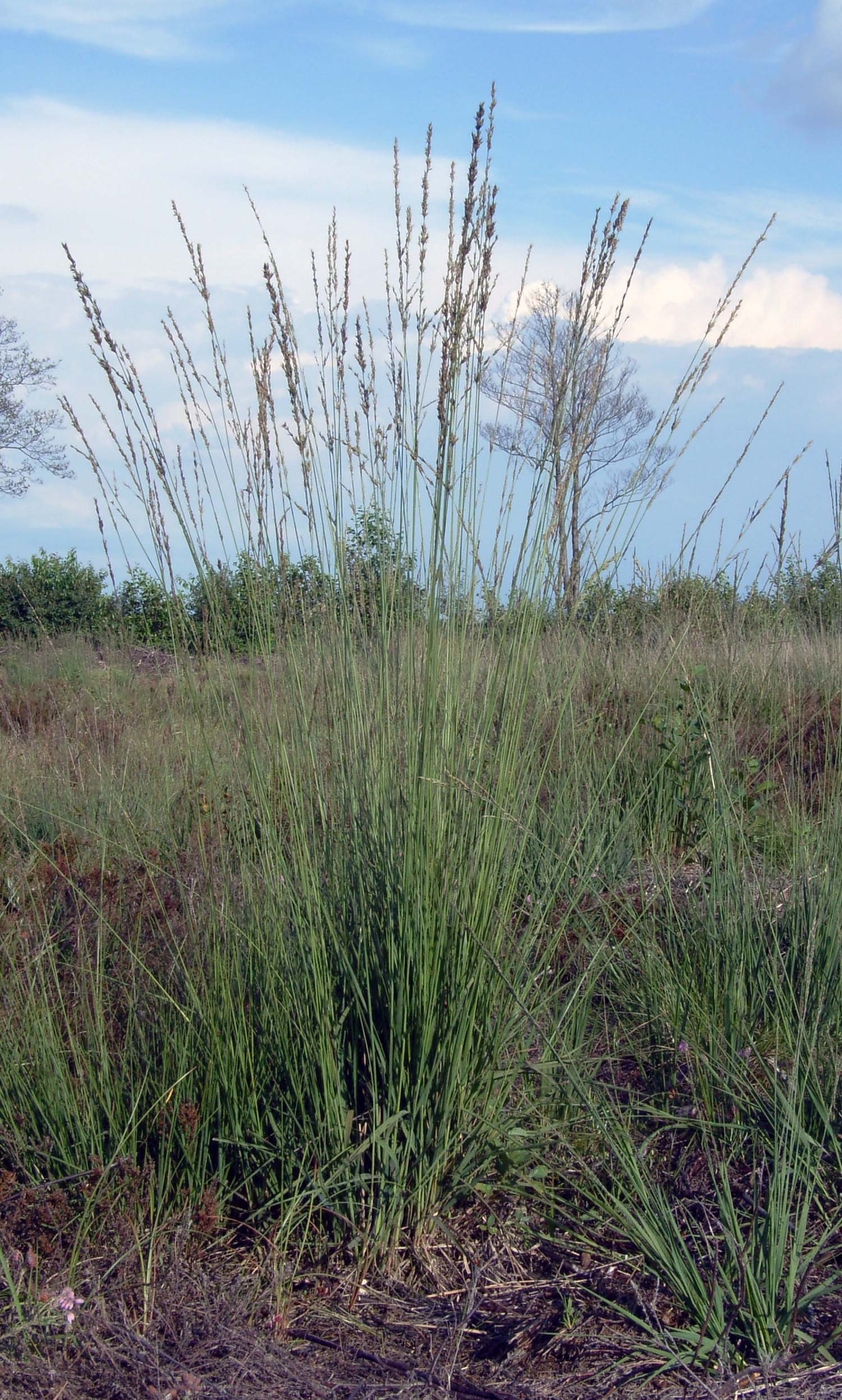
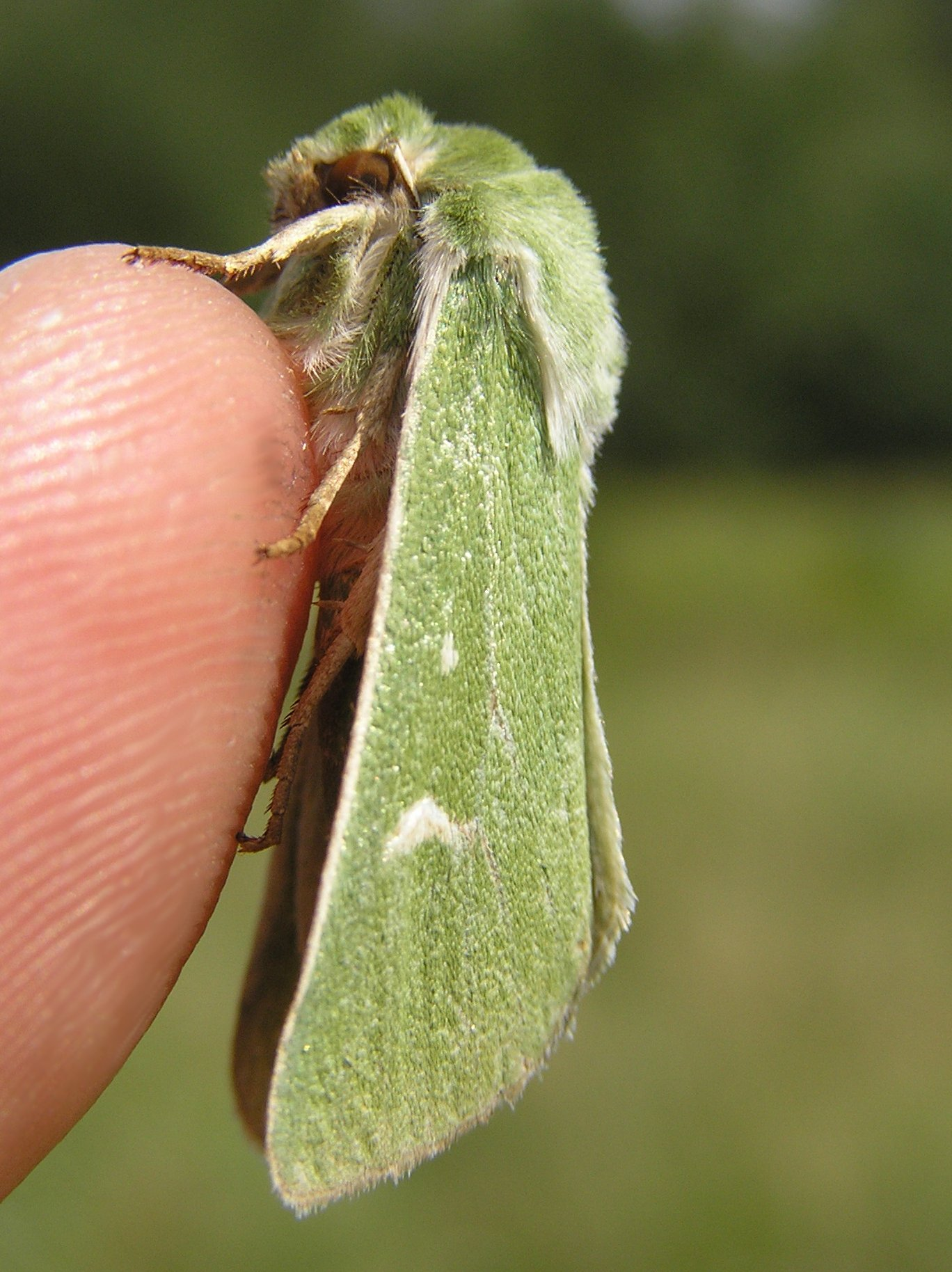
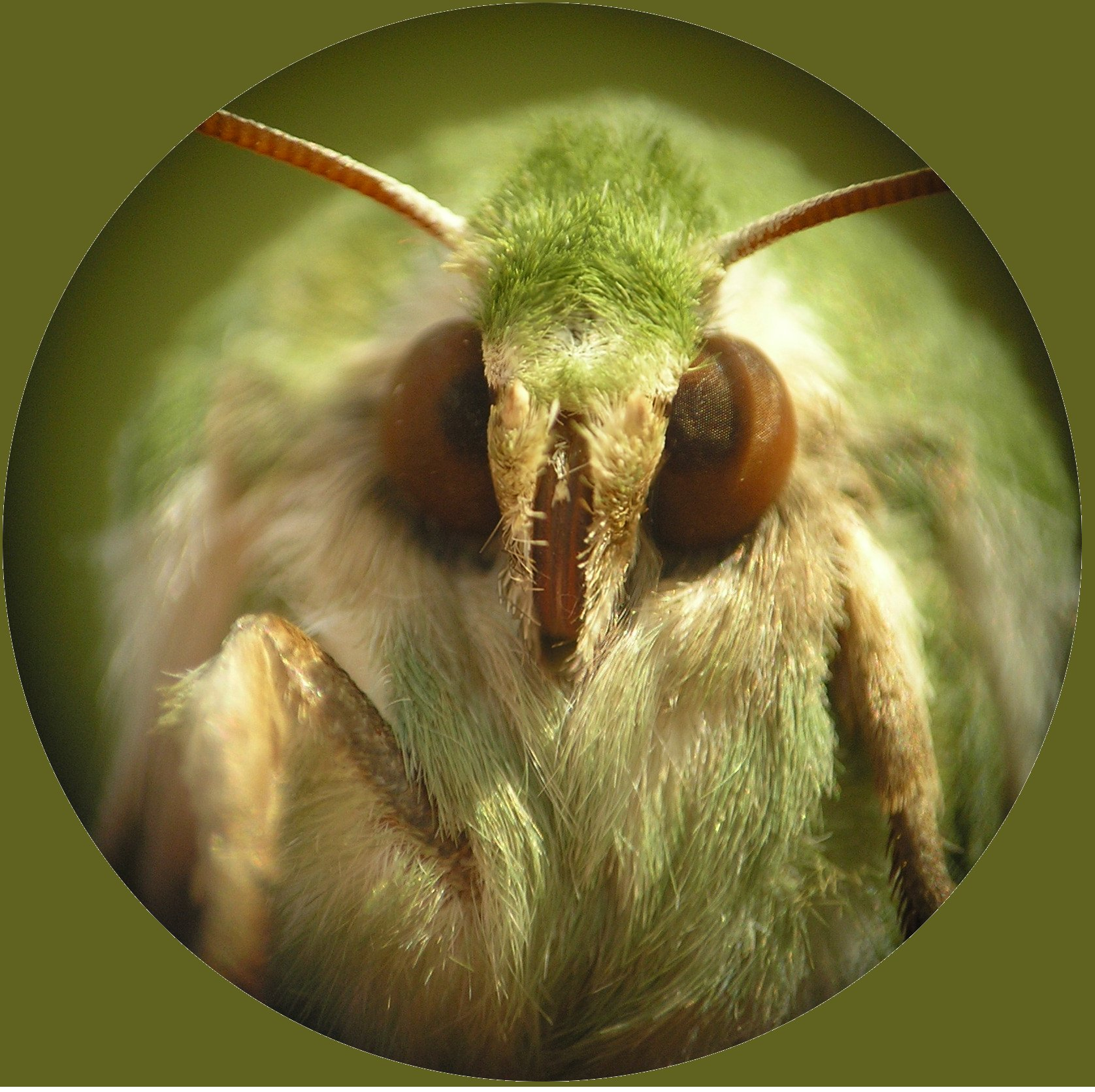